# أمريكا المفتوحة 1981 (كرة مضرب)
قائمة بالأبطال في بطولة 1981 أمريكا المفتوحة:

## الكبار

### فردي رجال
جون ماكإنرو هزم  بورن بورغ, 4-6, 6-2, 6-4, 6-3

### فردي سيدات
تريسي أوستن هزم  مارتينا نافراتيلوفا, 1-6, 7-6, 7-6